# IA-32
IA-32 is een 32 bits-processorarchitectuur ontwikkeld door Intel voor de 80386-microprocessor. De architectuur en de daarin vastgelegde instructieset bestaat al sinds de 80386 in 1985 geïntroduceerd werd. Sindsdien heeft de overgrote meerderheid van alle processoren de instructieset aan boord, al zijn er in het verleden wel verschillende uitbreidingen op geweest, deze worden aangeduid als subarchitecturen.

## Subarchitecturen
- i386 is de originele instructieset zoals deze door Intel is geïntroduceerd, wordt gebruikt door de Intel 80386 en de AMD Am386.
- i486 is een uitbreiding die in 1989 is gelanceerd met de Intel 80486, de AMD Am486 maakt ook gebruik van deze instructieset.
- i586 is een uitbreiding die in 1994 is gelanceerd met de Intel Pentium 1-processor, de Pentium MMX en de AMD K5 en K6 maken ook gebruik van deze instructieset.
- i686 is een uitbreiding die is gelanceerd halverwege 1995 met de Intel Pentium Pro-processor. De Pentium II, Pentium III, Pentium 4, AMD Athlon en Athlon 64 kunnen ook overweg met deze instructieset.

## Uitbreidingen
- MMX — toegepast in de Intel Pentium MMX en verder en bij AMD vanaf de K6
- SSE — toegepast in Intelprocessors vanaf de Pentium 3 en bij AMD vanaf de Athlon XP
- SSE2 — toegepast in Intelprocessors vanaf de Pentium 4 en bij AMD vanaf de Athlon 64
- SSE3 — toegepast in Intelprocessors vanaf de Pentium 4 met Prescottchip
- 3D NOW! — toegepast in de AMD K6-2 chips
- AMD64 — toegepast door AMD in de Athlon 64